# تريسي هاريس
تريسي هاريس (بالإنجليزية: Tracy Harris) هي رسامة وفنانة أمريكية، ولدت في 24 أغسطس 1958 في لوتون في الولايات المتحدة.

## وصلات خارجية
- الموقع الرسمي